# МОИК
МОИК (азерб. MOİK Bakı) — азербайджанский футбольный клуб из города Баку, выступает в первом дивизионе.

## История
В 1961 году в Баку был создан футбольный клуб СКА (Спортивный клуб Армии). До 1990 года был в подчинении Министерства обороны СССР, а с 1993 года под названием ОИК (Ordu İdman Klubu) находится в подчинении Министерства обороны Азербайджана.
Никогда не участвовавшая в первенствах СССР команда лишь 1 раз выступала в Кубке СССР. Клуб является 4-кратным чемпионом Азербайджанской ССР и 8-кратным обладателем Кубка Азербайджанской ССР.
В 1993 году команда выступала в Первой лиге, а в 1995 году впервые пробилась в высшую лигу Азербайджана. Лучшим результатом клуба в высшей лиге было 7-е место (1997/98 и 2001/02), при этом он дважды становился победителем I дивизиона (2000/01 и 2018/19).
Перед стартом сезона-2001/02 команда изменила своё название на МОИК (азерб. Mərkəzi Ordu İdman Klubu, рус. — Центральный спортивный клуб Армии).

## Достижения
- Чемпионат Азербайджанской ССР
  - Победитель — 4 раза (1962, 1968, 1970, 1979).
- Кубок Азербайджанской ССР
  - Обладатель — 8 раз (1962, 1963, 1969, 1970, 1973, 1974, 1976, 1978).
- Первый дивизион Азербайджана по футболу
  - Победитель — 2 раза (2000/01, 2018/19).
  - 2-е место — 3 раза (1994/95, 2007/08, 2009/10).